# Giuseppe Boccaccio

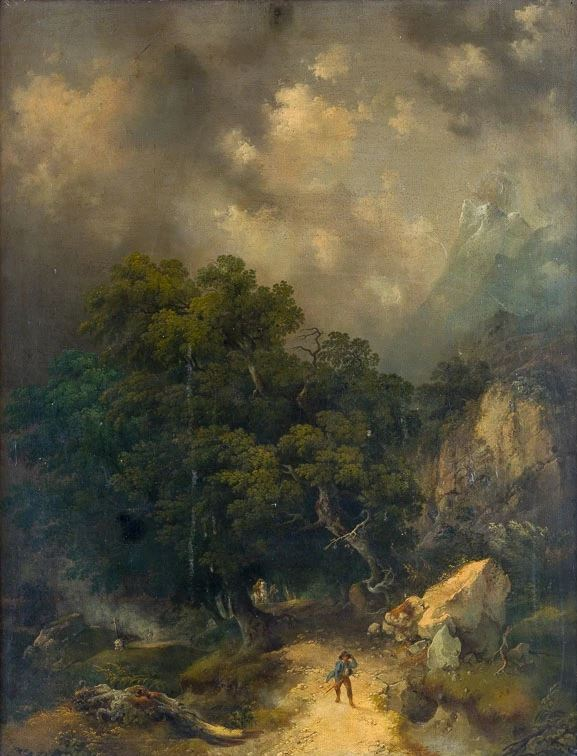
Nell'Appennino

Giuseppe Boccaccio, né en 1790 ou 1791 à Colorno et mort le 5 février 1852 à Parme, est un peintre et un scénographe italien. 

## Biographie
Giuseppe Boccaccio, né à Colorno en 1790 ou en 1791, est le fils de Girolamo et de Caterina Sporta.
Dès son enfance, il montre une remarquable aptitude au dessin, suscitant l'intérêt du Ferdinand Ier (duc de Parme), qui souhaite l'aider dans l'étude de la peinture. Cependant, Ferdinand meurt en 1802, et c'est Claudio Salvatore Balzari qui lui fait poursuivre ses études. En 1814, après trois ans de service dans l'armée, il épouse Maddalena Guatteri, avec qui il a deux fils qui se consacreront à la musique : Luigi et Giulio. Giuseppe Boccaccio devient un peintre paysagiste réputé et, en 1817, l'Académie des beaux-arts de Parme le nomme académicien honoraire. Pour des raisons économiques, il se tourne également vers la conception de décors, réalisant divers travaux pour des théâtres privés et des collèges.
En 1819, la duchesse Marie-Louise d'Autriche le choisit comme professeur de peinture et le nomme décorateur du Théâtre ducal de Parme. Giuseppe Boccaccio suit sa protectrice dans ses nombreux voyages : en Autriche (en 1820, il est à Vienne), en Italie (en 1830, il est à Rome), en Suisse et en Allemagne. Il réalisé de nombreux tableaux pour son élève, notamment des aquarelles, dont certaines sont conservées à la bibliothèque Palatine de Parme.
En 1821, Giuseppe Boccaccio est nommé par l'Académie des Beaux-Arts pour enseigner la peinture de paysage. Il choisit souvent comme sujets des fleurs et des paysages, parfois agrémentés de figures romantiques selon le goût de l'époque. Même en tant que décorateur, il choisit des sujets exclusivement paysagers. Ses premiers travaux dans ce domaine ont lieu lors de la saison 1819-1820 du Teatro Ducale de Parme, pour les opéras I Pretendenti delusi de Giuseppe Mosca et La Pie voleuse de Gioacchino Rossini. En 1821, il peint le rideau du Teatro Regio et continue à y travailler jusqu'à la saison 1826-1827. En 1825, il restaura la salle à l'occasion de la visite de François Ier d'Autriche et de François Ier des Deux-Siciles.
Lors de l'inauguration du nouveau Teatro Regio, il conçoit les décors des opéras et des ballets, en collaboration avec Giuseppe Giorgi et Pietro Piazza. Outre Parme, il travaille comme scénographe à Plaisance (1840, Teatro Comunale), Reggio d'Émilie (1840-1841), Casalmaggiore (1841, Teatro Comunale), Gênes, Brescia et surtout à la Scala de Milan (1843-1846). À la Scala, il crée les décors paysagers des opéras Elena da Feltre et Lucia di Lammermoor.
La Galerie nationale de Parme possède deux paysages de Giuseppe Boccaccio. Deux grandes toiles avec des chevaux sont à l'Istituto d'Arte. Au Musée Glauco Lombardi de Parme se trouve l'aquarelle Veduta di Velleia (catalogue, p. 27). D'autres œuvres sont conservées dans des collections privées de la même ville.
Giuseppe Boccaccio est considéré par ses contemporains comme l'un des meilleurs scénographes et un maître important de la nouvelle génération. Son école de peinture  est fréquentée par Luigi Marchesi, Alberto Pasini, Giuseppe Drugman, Giacomo Giacopelli, Giuseppe Alinovi (it), Erminio Fanti et Pasquale Domenico Cambiaso.
À Parme, une rue d'Oltretorrente qui relie la via Savani à la via Lanfranco porte son nom.